# Копытин, Вячеслав Константинович
Вячеслав Константинович Копытин (1937—2016) — советский и российский ветеринар, доктор ветеринарных наук, профессор Смоленского государственного сельскохозяйственного института.

## Биография
Вячеслав Константинович Копытин родился 21 июля 1937 года в городе Оренбурге. После окончания средней школы поступил в Оренбургский государственный сельскохозяйственный институт. Окончил его в 1961 году, после чего работал во Всесоюзном научно-исследовательском институте мясного скотоводства в Оренбурге. В 1977 году переехал в Смоленск, где стал преподавать в Смоленском государственном сельскохозяйственном институте. В 1978 году принял активное участие в создании кафедры ветеринарии и зоогигиены. Возглавлял её вплоть до 2006 года, а затем до самой смерти работал профессором на кафедре биотехнологии и ветеринарной медицины Смоленской государственной сельскохозяйственной академии.
В общей сложности опубликовал более 100 научных работ. В 1969 году Копытин защитил диссертацию на соискание учёной степени кандидата ветеринарных наук на тему: «Применение спофадазина при маститах у коров». В 1989 году защитил докторскую диссертацию по теме: «Профилактика искусственно приобретенного и эксплуатационного бесплодия коров мясных и молочных пород». В 1991 году получил учёное звание профессора.
Умер 14 декабря 2016 года, похоронен на Одинцовском кладбище Смоленска.

## Награды
- Заслуженный работник высшей школы Российской Федерации (5 июля 1999 года).